# Best of Saxon
Pour les articles homonymes, voir Best of.
Albums de Saxon
Destiny
(1988) Solid Ball of Rock
(1991)
Best of Saxon est une compilation du groupe de heavy metal anglais, Saxon
Parue en 1991, cette compilation sera rééditée en 1994 avec quatre titres supplémentaires.

## Liste des titres
- Les quatre derniers titres ont été rajoutés pour la réédition de 1994
- Tous les titres sont signés par le groupe sauf "Ride Like the Wind" qui est signée par Christopher Cross

| No  | Titre                                                               | Durée |
| --- | ------------------------------------------------------------------- | ----- |
| 1.  | The Eagle Has Landed (de Power & the Glory, 1983)                   | 6:57  |
| 2.  | Ride Like the Wind (de Destiny, 1988)                               | 4:29  |
| 3.  | Crusader (de Crusader, 1984)                                        | 6:34  |
| 4.  | Rainbow Theme / Frozen Rainbow (de Saxon, 1979)                     | 5:37  |
| 5.  | Midas Touch (de Power & the Glory, 1983)                            | 4:12  |
| 6.  | Denim and Leather (de Denim and Leather, 1981)                      | 5:24  |
| 7.  | Broken Heroes (de Innocence Is No Excuse, 1985)                     | 5:25  |
| 8.  | Dallas 1 PM (de Strong Arm of the Law, 1980)                        | 6:27  |
| 9.  | 747 (Strangers in the Night) (Live) (de The Eagle Has Landed, 1982) | 4:39  |
| 10. | Princess of the Night (Live) (de The Eagle Has Landed, 1982)        | 4:14  |
| 11. | And the Band Played On (de Denim and Leather, 1981)                 | 2:47  |
| 12. | Never Surrender (de Denim and Leather, 1981)                        | 3:12  |
| 13. | This Town Rocks (de Power & the Glory, 1983)                        | 3:58  |
| 14. | Strong Arm of the Law (Live) (de The Eagle Has Landed), 1982)       | 4:45  |
| 15. | Heavy Metal Thunder (Live) (de The Eagle Has Landed, 1982)          | 3:52  |